# Bundestagsausschüsse des 8. Deutschen Bundestages

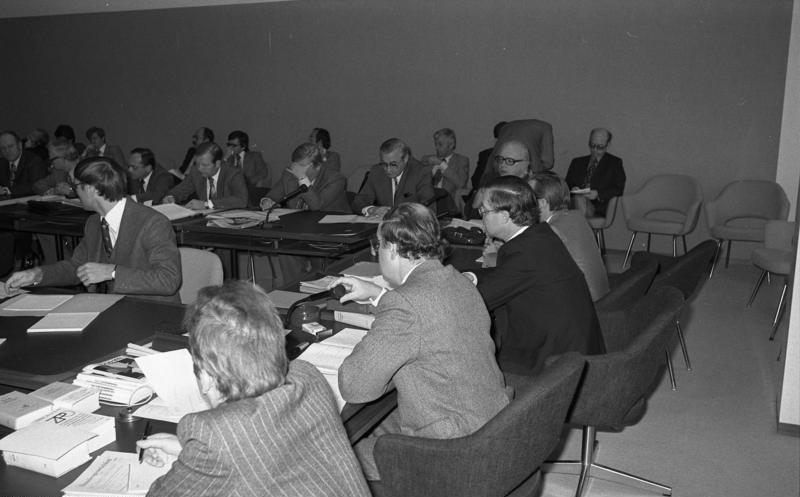
Sitzung des Rechts- und Innenausschusses am 26. Oktober 1977

Im Folgenden sind die ständigen Bundestagsausschüsse des 8. Deutschen Bundestages (1976–1980) aufgeführt:
| Ausschuss                                                  | Vorsitz                                                      | Fraktion | Stellvertreter                                                | Fraktion | Mitglieder |
| ---------------------------------------------------------- | ------------------------------------------------------------ | -------- | ------------------------------------------------------------- | -------- | ---------- |
| Ausschuss für Wahlprüfung, Immunität und Geschäftsordnung  | Manfred Schulte                                              | SPD      | Karl Miltner                                                  | CDU/CSU  | 13         |
| Petitionsausschuss                                         | Lieselotte Berger                                            | CDU/CSU  | Richard Müller                                                | SPD      | 27         |
| Auswärtiger Ausschuss                                      | Gerhard Schröder                                             | CDU/CSU  | Peter Corterier ab 24. Juni 1977: Annemarie Renger            | SPD      | 33         |
| Innenausschuss                                             | Axel Wernitz                                                 | SPD      | Ulrich Berger                                                 | CDU/CSU  | 27         |
| Sportausschuss                                             | Hans Evers                                                   | CDU/CSU  | Wolfgang Mischnick                                            | FDP      | 17         |
| Rechtsausschuss                                            | Carl Otto Lenz                                               | CDU/CSU  | Alfred Emmerlich ab 22. Mai 1977: Herta Däubler-Gmelin        | SPD      | 27         |
| Finanzausschuss                                            | Liselotte Funcke ab 28. November 1979: Ingrid Matthäus-Maier | FDP      | Erich Meinike                                                 | SPD      | 31         |
| Haushaltsausschuss                                         | Albert Leicht ab 20. Oktober 1977: Heinrich Windelen         | CDU/CSU  | Bernhard Bußmann                                              | SPD      | 33         |
| Ausschuss für Wirtschaft                                   | Rainer Barzel ab 7. März 1979: Kurt Biedenkopf               | CDU/CSU  | Peter Reuschenbach                                            | SPD      | 31         |
| Ausschuss für Ernährung, Landwirtschaft und Forsten        | R. Martin Schmidt                                            | SPD      | Diedrich Schröder                                             | CDU/CSU  | 27         |
| Ausschuss für Arbeit und Sozialordnung                     | Hermann Rappe                                                | SPD      | Adolf Müller                                                  | CDU/CSU  | 33         |
| Verteidigungsausschuss                                     | Manfred Wörner                                               | CDU/CSU  | Werner Buchstaller                                            | SPD      | 27         |
| Ausschuss für Jugend, Familie und Gesundheit               | Rudolf Hauck                                                 | SPD      | Ursula Schleicher ab 16. Januar 1980: Franz Xaver Geisenhofer | CDU/CSU  | 27         |
| Ausschuss für Verkehr und für das Post- und Fernmeldewesen | Karl Heinz Lemmrich                                          | CDU/CSU  | Hans Batz                                                     | SPD      | 31         |
| Ausschuss für Raumordnung, Bauwesen und Städtebau          | Oscar Schneider                                              | CDU/CSU  | Erich Henke                                                   | SPD      | 27         |
| Ausschuss für innerdeutsche Beziehungen                    | Kurt Mattick                                                 | SPD      | Olaf Baron von Wrangel                                        | CDU/CSU  | 23         |
| Ausschuss für Forschung und Technologie                    | Albert Probst                                                | CDU/CSU  | Karl-Hans Laermann                                            | FDP      | 17         |
| Ausschuss für Bildung und Wissenschaft                     | Rolf Meinecke                                                | SPD      | Günther Müller                                                | CDU/CSU  | 27         |
| Ausschuss für wirtschaftliche Zusammenarbeit               | Uwe Holtz                                                    | SPD      | Volkmar Köhler                                                | CDU/CSU  | 23         |